# Ma grand-mère

Ma grand-mère est un EP (ou maxi) du groupe français Mickey 3D, sorti en mars 2002 chez le label Virgin. Il contient le single éponyme (nouvelle version acoustique de "Ma grand-mère", différente de la version de l'album La Trêve sorti l'année précédente) et quatre titres inédits. Le clip vidéo qui accompagne la chanson est teinté de nostalgie et montre une grand-mère un peu barrée, simple et tendre.

## Liste des chansons
1. Ma grand-mère (nouvelle version)
2. Sale Temps pour une valse (inédit)
3. Qui ? (version Baba Cool)
4. Le Dernier Cri (inédit)
5. Le Centre Ville (inédit)